# Suicide Solution
Suicide Solution es una canción de Ozzy Osbourne. Es el 5.º tema del álbum Blizzard of Ozz, lanzado en 1980. El guitarrista Randy Rhoads escribió el riff de la canción, y Bob Daisley ayudó a coescribir la letra.

## Controversia
La canción fue muy polémica desde su publicación. Casi a mediados de esta década, en 1984, un joven de Canadá llamado John McCollum de 19 años se suicidó. Al levantar el cadáver, tenía unos audífonos puestos con un casete de Ozzy Osbourne.
El 13 de enero de 1986, Osbourne fue llevado a los tribunales. El padre de este joven demandó a Ozzy Osbourne por inducir a los jóvenes al suicidio, pues el joven se quitó la vida con una pistola mientras escuchaba la canción Suicide Solution. Pero Ozzy, llevando a cabo su propia defensa ante los tribunales, dijo que la canción estaba dedicada al fallecido cantante de AC/DC Bon Scott, muerto debido a una borrachera. La Corte Suprema de los EE. UU. dio la absolución al no haber pruebas consistentes, diciendo que eran sólo letras y que no le ordenaba a nadie a suicidarse.
Daisley, cuando escribió la letra, utilizó la palabra "solución" en el sentido de una sustancia (en este caso, una bebida alcohólica) disuelta en un líquido, no en el sentido de resolver un problema; también desmintió que la canción tratara sobre Bon Scott, afirmando que era sobre Ozzy Osbourne y su excesivo alcoholismo.
Por último, el mismo Osbourne es un alcohólico en recuperación, y la canción es especialmente significativa para él.
Otro caso trágico fue el de un chico de 14 años de edad (Eric A.) de St. Louis Park, Minnesota, obsesionado con el rock, se disparó con un rifle del calibre 22. Sus padres culparon a Osbourne, AC/DC, Judas Priest, Black Sabbath y Mötley Crüe. Osbourne, sin embargo, fue el primer objetivo, debido a su canción Suicide Solution.
Suicide Solution también fue incluida en el álbum Tribute en memoria de Randy Rhoads, guitarrista de Ozzy entre 1980 y 1982, quien falleció en un accidente aéreo el 19 de marzo de 1982. En dicha versión en directo se incluye un solo de guitarra de Rhoads.

## Personal
- Ozzy Osbourne - voz
- Randy Rhoads - guitarra
- Bob Daisley - bajo
- Lee Kerslake - batería